# Paraleptidea longitarsis
Paraleptidea longitarsis là một loài bọ cánh cứng trong họ Cerambycidae.